# Plagiomnium cordatum
Plagiomnium cordatum là một loài Rêu trong họ Mniaceae. Loài này được T.J. Kop. & D.H. Norris mô tả khoa học đầu tiên năm 1983.